# Xaver Stöckli
Xaver Stöckli (* 1. Juni 1888 in Boswil; † 8. April 1975 ebenda; heimatberechtigt in Boswil) war ein Schweizer Politiker (Katholisch-Konservative). Er vertrat den Kanton Aargau sowohl im Nationalrat als auch im Ständerat.

## Biografie
Der Sohn eines Landwirts absolvierte die Bezirksschule in Muri und die Landwirtschaftliche Schule in Brugg. Anschliessend war er als Landwirt, Gastwirt und Müller tätig. Von 1925 bis 1953 amtierte er als Bezirksrichter in Muri. 1910 gründete er die Freiämter Mosterei Muri, deren Verwaltungsrat er bis 1974 angehörte (ab 1954 als Präsident). Im Jahr 1924 gründete er den Katholischen Bauernbund. Er initiierte und präsidierte die Aargauische Bauernhilfskasse, eine Unfall- und Haftpflichtversicherung für Landwirte. Zudem gehörte er dem Bankrat der Aargauischen Kantonalbank an und war dessen Vizepräsident.
Stöcklis politische Karriere begann 1919 mit der Wahl in den Grossen Rat des Kantons Aargau. Er gehörte in der Folge bis 1961 ununterbrochen der katholisch-konservativen Fraktion an, 1929/30 war er Grossratspräsident. 1951 wurde er in den Nationalrat gewählt, 1955 wechselte er in den Ständerat. Auf Bundesebene trat er vor allem bei der Landwirtschafts- und Alkoholgesetzgebung in Erscheinung. 1963 zog er sich aus der Politik zurück.